# 交際花
交際花是一種以提供陪伴及娛樂為業的人，以奉客、表演為主。交際花可分為兩類，一類是具有較高的藝術素養，「賣藝不賣身」或不輕易賣身的藝妓。另一類則是以賣身為主，但檔次和收費較高，專接待上層社會客人的妓女，也用作指一般女性性工作者的委婉語。现代人是贬词褒用，用来形容有手段且妩媚，也可以说是德才兼营的女子。
雖然藝妓具備文化及藝術素養，但在世界上多數傳統社會被視為低等階層。現代社會中的傳統藝妓，如日本的藝妓已經式微，被視為一種傳統文化藝術，社會地位較古代大大提高，被視為傳統技藝、文化的繼承者。

## 東亞

### 日本
日本文化中的交際花分為多種，其中藝妓是藝術表演者，艺妓的职业是进行歌舞表演。艺妓在从业期间不可以结婚，但是可以找一个男人当“旦那（资助者）”。艺妓和“旦那”相处期間不能與其他男性有戀愛或性關係，同时为了避免竞争，一个男人只能做一个女人的“旦那”。
而會與客人進行性交易的交際花則稱為花魁，但她們仍有一定的技藝来取悅客人。最高級的藝妓、花魁稱為「太夫」。現代日本社會已沒有花魁，而二戰後藝妓行业亦进行了改良，社會地位很高，已經形成了一種具代表性的傳統文化。

### 朝鮮半島
朝鮮半島的藝妓稱為「妓生」，歷史可追溯至新羅時代，屬於賤民階級，但通常被称为“奢侈奴婢”。妓生會演奏樂器、吟誦詩詞，为国王、两班、儒士等提供歌舞表演，朝鲜时代的书生们称妓生为“解语花”，意思是指“能理解话语的女子”。妓生也会有男女之间的关系，但与卖淫有区别。妓生可以与一位男子之间建立关系，被称为“有夫妓生”。
妓生如黃真伊也是著名的女詩人。古代的妓生有些成為士大夫、兩班貴族的妾，文定王后之兄尹元衡之妾鄭蘭貞就是妓生。到現時韓國傳統的「妓生宴」（俗稱「殘廢餐」）依然為人津津樂道；畫家張大千曾與韓國妓生池春紅相戀。當前妓生表演趨向大眾化，主要讓客人放鬆心情，漸漸與傳統藝術脫節。

## 歐洲

### 希臘
古希臘的赫泰拉（ἑταῖραι，意為「女伴」）是一種獨立謀生的高級妓女，她們不但擁有美貌，才情、學識也得出眾，並且受法律保障，需要繳稅。除了接客之外，亦常受僱为宴會助興或參加家祭。

## 歷史上的著名交際花

### 東亞

#### 中國大陆

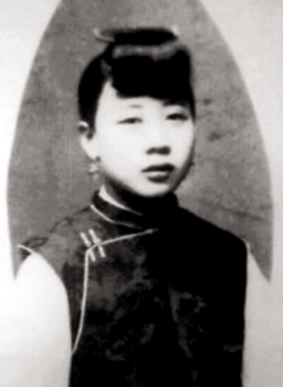
賽金花

- 苏小小（479年－約502年），南北朝南齊時期錢塘著名歌妓。
- 关盼盼（785年？－820年），唐朝舞妓。
- 杜秋娘（約788－約835），曾是歌妓，后成为唐镇海节度使李锜侍妾，李锜反唐兵敗被殺後入宮，曾受寵於唐憲宗。
- 鱼玄机（844年－約868年），唐朝著名女诗人。
- 薛濤，唐朝著名歌妓、女诗人、清客。
- 王朝云（1062年－1095年），北宋西湖歌妓，後為文學家蘇軾之妾。
- 李师师，北宋著名歌妓，后成为宋徽宗赵佶的情人。
- 王翠翘（？－1556年），明嘉靖年間秦淮歌妓，後嫁海盜徐海為妻。
- 杜十娘，明朝万历年间，北京城南的“教坊司”名妓。
- 陈圆圆，明末清初著名歌妓、女伶，传言吴三桂任山海关总督时，听说陈圆圆被李自成抢去，他冲冠一怒为红颜，放清兵入关。
- 玉堂春，明朝名妓。
- 賽金花，清末民初名妓。
- 小鳳仙，清末民初时的歌妓。

#### 臺灣
- 王香禪（艋舺藝旦、詩人）

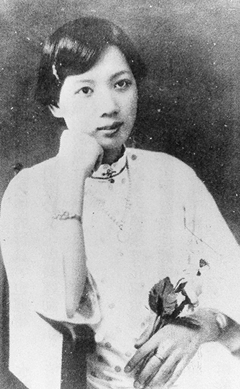
陳甜

- 陳甜（大稻埕東薈芳藝旦，蔣渭水側室，社會運動者）

- 彩雲（嘉義西薈芳藝旦、詩人，被尊稱為「女史」[5][6]）
- 水上飄（鹽水名藝旦 [7]）
- 李蓮卿（台南真花園藝旦，連橫為她寫了〈蓮卿小傳〉[8]）
- 李菊（高雄樓藝旦，後成為義永寺開種法師[9]）
- 雲霞（台北江山樓藝旦，1925年獲選花魁，受邀擔任石川欽一郎繪畫寫真模特兒[10][11]）
- 青春美（本名林春美，桃園人，臺北太平町藝旦、古倫美亞唱片歌手[12]）
- 秀巒（勝利唱片公司歌手[13]）
- 社交名媛，女直播主，啦啦隊，寫真模特 etc...

#### 日本
- 吉野太夫（安土桃山時代京都嶋原太夫）

- 夕霧太夫（安土桃山時代京都嶋原太夫）
- 薄雲太夫（江戶時代江戶吉原花魁）
- 高尾太夫（江戶時代江戶吉原花魁）

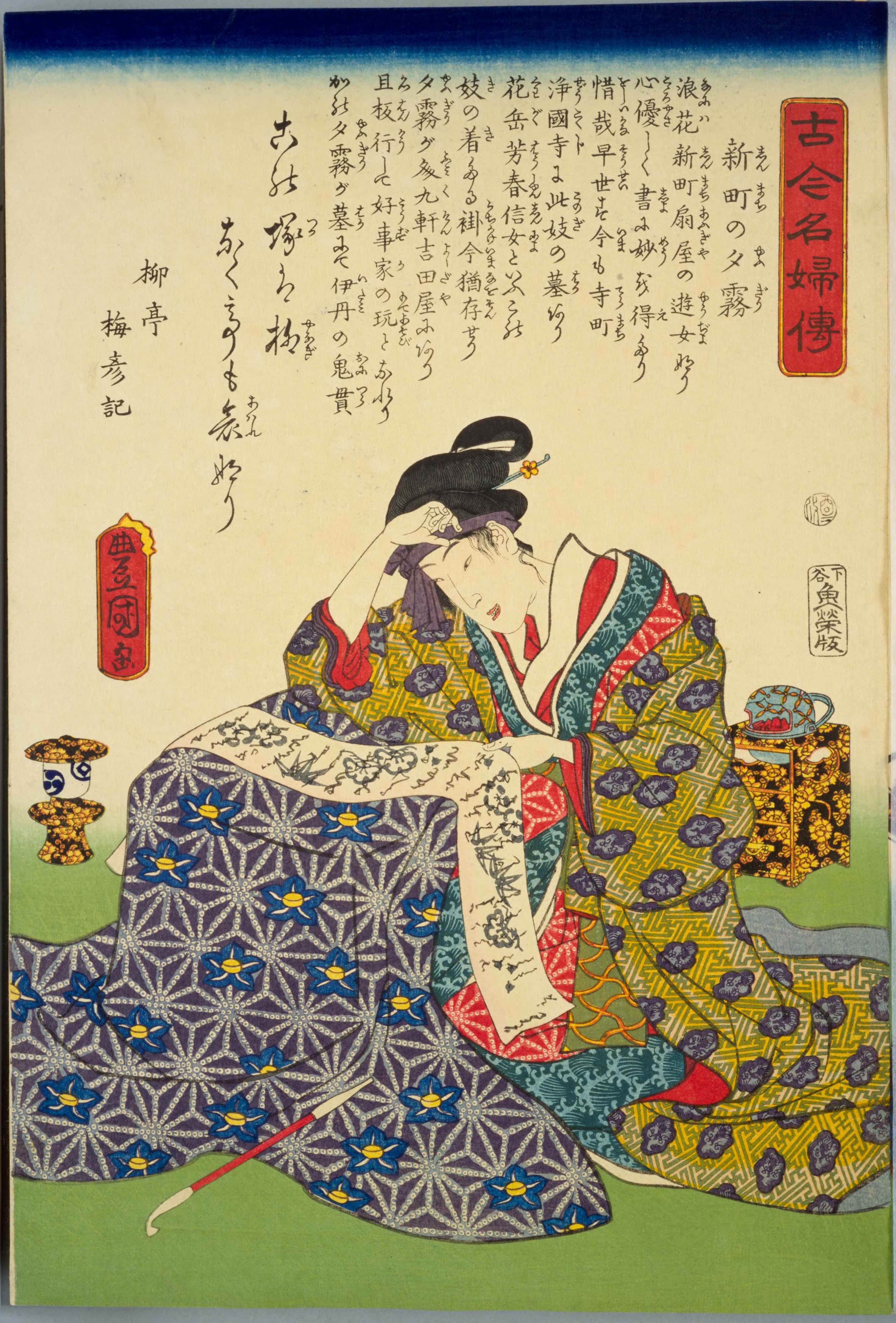
夕霧太夫

- 大橋太夫（日语：大橋太夫）（江戶時代京都嶋原花魁）
- 木戶松子（艺名幾松，江戶時代末期京都三本木藝妓，後嫁桂小五郎為妻）
- 三木琴（江戶時代末期京都祇園藝妓，小松帶刀之妾）
- 川上貞奴（近代東京藝妓，後為舞台演員）
- 中村喜春（近代東京藝妓）
- 中村芳子（近代京都嶋原太夫，電影演員）
- 岩崎峰子（近代祇園甲部藝妓）
- 磯田多佳（日语：磯田多佳）（近代祇園甲部藝妓）
- 桐木千寿（日语：桐木千寿）（艺名豐千代，現代祇園甲部藝妓、華道家）
- 高砂太夫（日语：高砂太夫）（現代京都嶋原太夫）
- 真箏（日语：真箏）（現代祇園甲部藝妓、歌手）

#### 朝鮮
- 張綠水（朝鮮王朝妓生，後為燕山君之淑容）
- 黃真伊（朝鮮王朝平壤妓生、女诗人）
- 桂月香（朝鲜语：계월향）（朝鲜王朝妓生)
- 朱論介（朝鲜语：논개）（朝鮮王朝妓生，崔慶會（朝鲜语：최경회）之妾）
- 李梅窗（朝鮮王朝妓生、女诗人)
- 金萬德（朝鮮王朝妓生、女商人)
- 池春紅（朝鮮日治時期妓生，張大千之情人）
- 金壽任（又譯為金秀琳，韓戰间谍，朝鲜情报局）
- 鸚鵡（앵무）[14]（妓生)

#### 越南
- 胡春香

### 歐洲

#### 古代

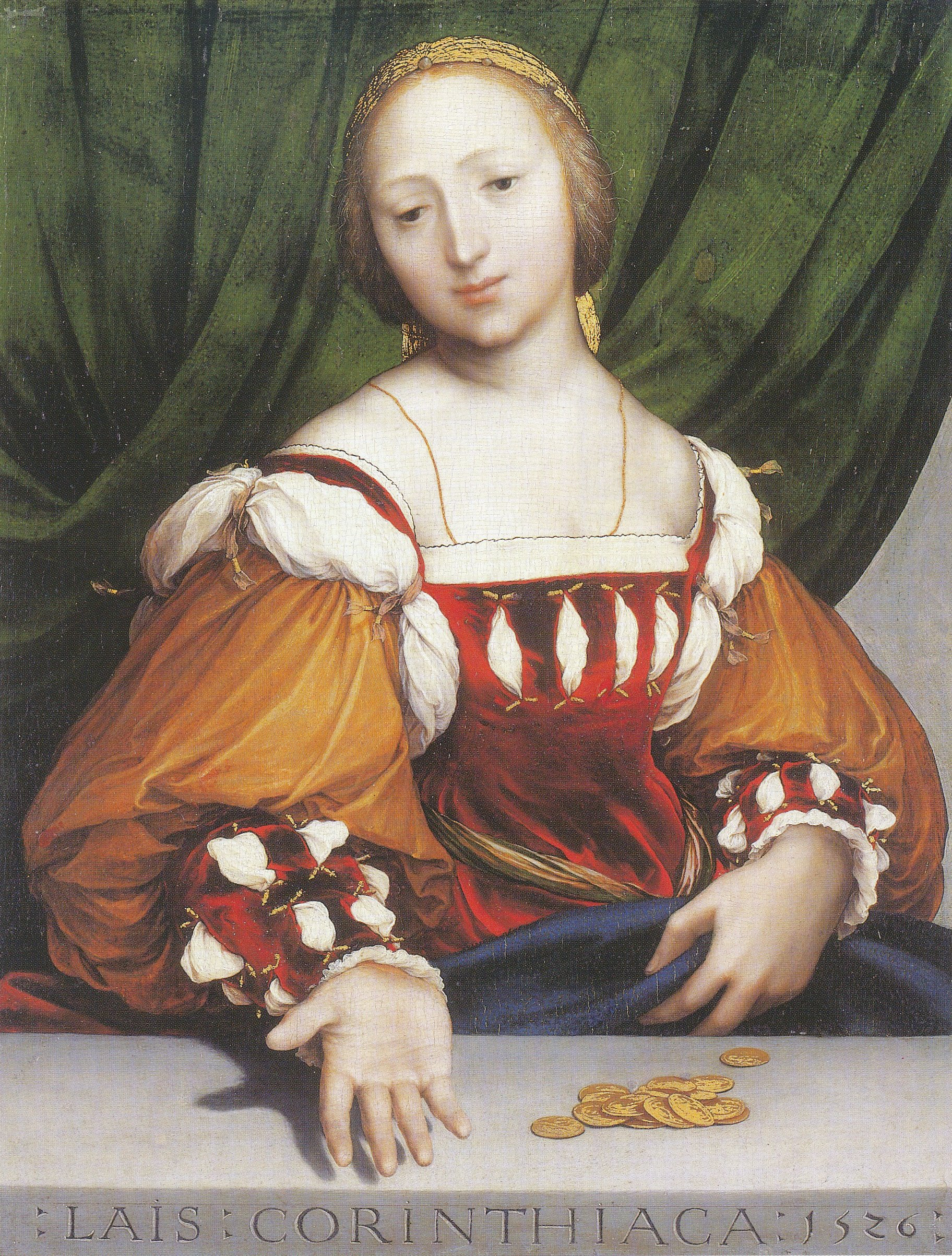
《科林斯的Lais》，小漢斯·霍爾拜因畫作， 巴塞爾美術館藏。

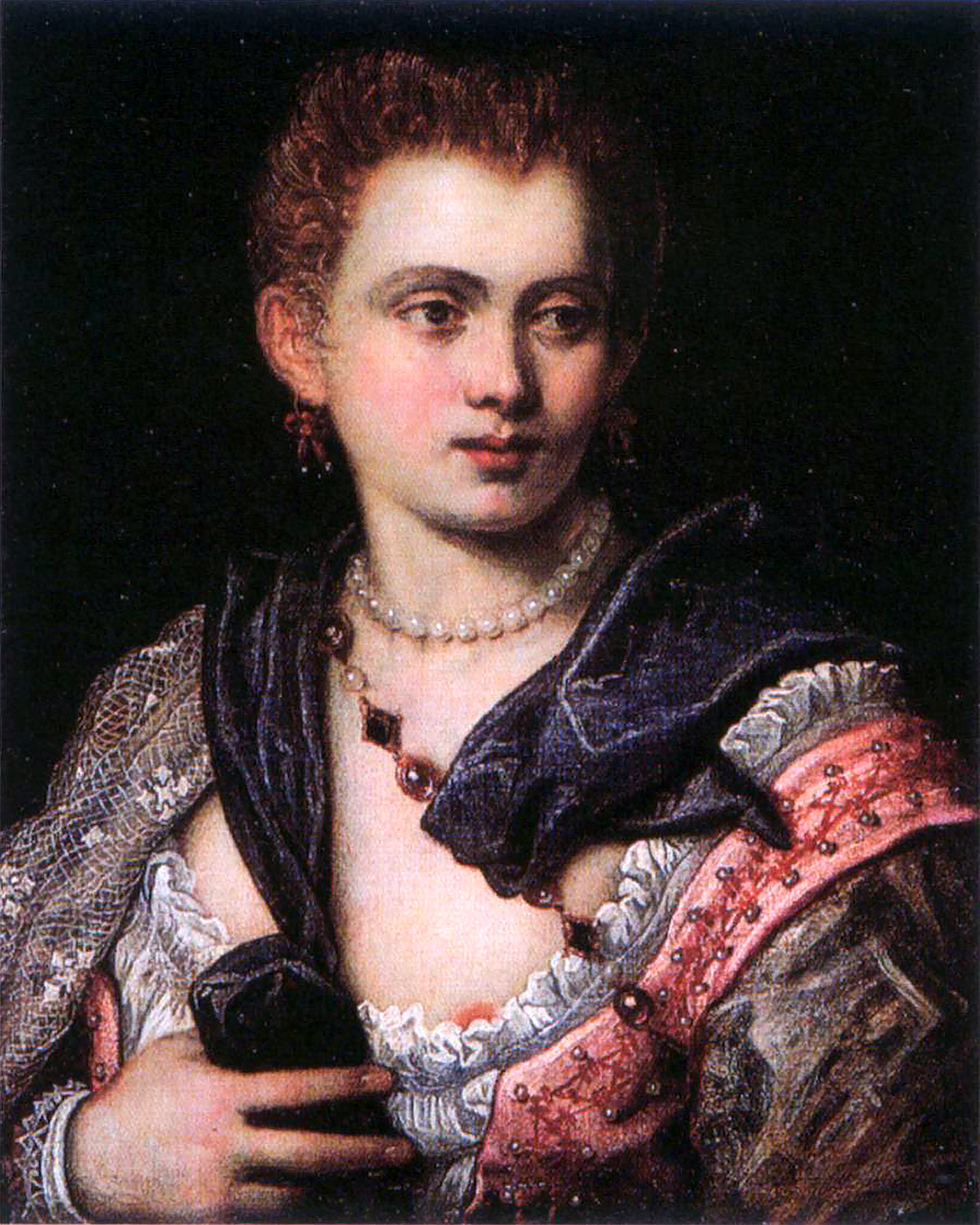
維羅尼卡.弗朗哥，著名的威尼斯詩人和交際花。保羅·委羅內塞的畫作。

- 科林斯的Lais（英语：Lais_of_Corinth_(Holbein)），古希臘名妓。
- 卡里尼的Lais（英语：Lais_of_Hyccara），古希臘名妓。
- 阿斯帕西婭（前469年－前409年），古希臘政治家伯里克利的情人。

#### 中世紀
- 狄奧多拉（約500年－548年），羅馬皇帝查士丁尼一世的皇后。

#### 文藝復興以來
- 阿涅絲·索蕾（1421年－1450年），法國國王查理七世的情婦。
- 珍·修爾（英语：Jane Shore）（1445年－1527年），英國國王愛德華四世的情婦。
- 瑪格麗特.德拉蒙德（1475年－1502年），蘇格蘭國王詹姆斯四世的情婦。
- 夏多布里昂伯爵夫人，弗朗索瓦·德·富瓦（法语：Françoise de Foix）（1495年－1537年），法國國王法蘭西斯一世的情婦。
- 瑪麗·博林（1499年－1543年），英國國王亨利八世的情婦和法國國王法蘭西斯一世的情人。
- 安妮·博林（1501年－1536年），英國國王亨利八世的第二個王后和伊麗莎白一世的生母。
- 黛安·德·普瓦捷（1499年－1566年），法國國王亨利二世的情婦。
- 維羅尼卡·佛朗哥（1546年－1591年），曾經是一個威尼斯的妓女，法國國王亨利三世的情人。
- 瑪麗·謝特（法语：Marie Touchet）（1549年－1638年），法國國王查理九世的情婦。
- 馬里昂·德洛梅（法语：Marion_Delorme）（約1613年－1650年），法國樞機主教黎塞留、第四代孔代親王和白金漢公爵的情人。
- 露西·華特（法语：Lucy Walter）（1630年－1658年），英國國王查爾斯二世的情婦。
- 第一代克利夫蘭女公爵，芭芭拉·帕爾默（英语：Barbara Palmer, 1st Duchess of Cleveland）（1640年－1709年），英國國王查爾斯二世的情婦。
- 克勞汀·蓋因·德·唐森（1681年－1749年）
- 龐巴度夫人（1721年－1764年），法國國王路易十五的情婦。
- 杜巴利伯爵夫人（1743年－1793年），法國國王路易十五的情婦。
- 瑪麗·迪普萊西（1824年－1847年），小仲馬所著《茶花女》女主角的原型。
- 玛塔·哈里（1876年－1917年）

## 外部連結
- 《屈辱與風流——圖說中國女性》盧玲著，团结出版社，2004年10月1日出版，ISBN 7-80130-925-1
- 为什么古代妓女那么像文艺工作者？ （页面存档备份，存于）
- 舊時北韓的“妓生”
- 服务于皇帝 掀开中国古代官妓的神秘面纱(图)